# Natalie Steward
Natalie Steward   (Pretòria, 30 d'abril de 1943) és una nedadora britànica, ja retirada, guanyadora de dues medalles olímpiques.
Tot i que va néixer a Pretòria, Sud-àfrica, la seva família es va traslladar a Bulawayo, Rhodèsia del Sud, nació per la qual va competir als Jocs de la Commonwealth de 1958. Amb tan sols 13 anys, el 1956, va disputar el seu primer Campionat de Rhodèsia, en què va guanyar tres proves. El debut internacional va tenir lloc aquell mateix any a la Durban Currie Cup. L'any següent va batre 23 rècords sèniors i júniors de Rhodèsia. Després dels Jocs de la Commonwealth de 1958 la seva família es va traslladar a Hornchurch, Essex, cosa que li va permetre competir amb l'equip del Regne Unit.
El 1960 va prendre part en els Jocs Olímpics d'Estiu de Roma, on va disputar quatre proves del programa de natació. En els 100 metres esquena guanyà la medalla de plata i en els 100 metres lliures la de bronze. En les altres dues proves que disputà, els 4x100 metres lliures i 4x100 metres estils, fou cinquena.
En acabar els Jocs, al setembre, mentre disputava els Campionats Britànics de Natació, va batre el rècord mundial de les 110 iardes esquena femenines. Va ser la campiona nacional britànica de l'ASA en 110 iardes lliures, 220 iardes lliures i 440 iardes lliures el 1959 i campiona britànica de 1960 en 110 iardes lliures, 220 iardes lliures i 110 iardes esquena.
El 1962, amb tan sols 18 anys, es va retirar i va tornar a Rhodèsia per convertir-se en entrenadora de natació professional.